# Татаев, Илес Вахидович
Иле́с Вахи́дович Тата́ев (1 мая 1938, Старые Атаги, Чечено-Ингушская АССР — 7 января 2022) — советский и российский чеченский кинорежиссёр и сценарист, основатель национальной кинематографии, скульптор, член Союза кинематографистов СССР, член Союза художников России, Заслуженный деятель искусств Чечено-Ингушской АССР, Заслуженный деятель искусств РСФСР (1982), Народный художник Российской Федерации (2008).

## Биография
Илес Татаев родился 1 мая 1938 года в селе Старые Атаги Чечено-Ингушской АССР. В 1944 году был депортирован в Казахстан. В 1958 году окончил школу и поступил на филологический факультет Чечено-Ингушского университета.
После окончания университета в 1964 году начал работать помощником режиссёра на Грозненском телевидении. В 1968 году с отличием окончил Высшие курсы кинорежиссёров в Москве. Является автором более 30 музыкально-фольклорных, художественных и документальных кинофильмов. 30 октября 1982 года ему было присвоено звание «Заслуженный деятель искусств РСФСР».
В 1990 году был избран депутатом Верховного Совета Чечено-Ингушетии 9-го созыва.
В 1995 году участвовал в создании Чечено-Ингушской киностудии и стал её директором и режиссёром. В 1996 году в связи с обстановкой в Чечне переехал в Москву.
Параллельно с работой в кино занимался созданием скульптур из капа. Персональные выставки Татаева прошли во многих городах России. Его работы есть во многих государственных и частных коллекциях США, Европы, Ближнего Востока. В 2005 году прошла его персональная выставка в Государственной Третьяковской галерее. В 2008 году Татаеву было присвоено звание «Народный художник Российской Федерации».
В Грозном и Москве работают галереи Илеса Татаева.

## Фильмография
Художественные
- «Горская новелла» (1979 год);
- «Когда отзовется эхо» (1988 год);

Музыкальные
- «Даймохк» (Земля отцов);
- «Илли»;
- «Эхо в горах»;
- «Вайнах»;
- «Голос гор».

Документальные
- «Танец — жизнь моя»;
- «Память древних бойниц»;
- «Долгожители»;
- «В стране башен».